# Hormilla
Hormilla est une commune de la communauté autonome de La Rioja, en Espagne.

## Histoire
En 1785, Hormilla faisait partie de la Junta de Valpierre qui réunissait quinze villages, à l'époque dans la province de Burgos.

## Démographie
| 1900 | 1910 | 1920 | 1930 | 1940 | 1950 | 1960 | 1970 | 1981 |
| ---- | ---- | ---- | ---- | ---- | ---- | ---- | ---- | ---- |
| 818  | 642  | 636  | 703  | 769  | 841  | 771  | 700  | 580  |

| 1991 | 2001 | 2011 | - | - | - | - | - | - |
| ---- | ---- | ---- | - | - | - | - | - | - |
| 473  | 463  | 453  | - | - | - | - | - | - |

## Administration

### Conseil municipal
La ville de Hormilla comptait 416 habitants aux élections municipales du 26 mai 2019. Son conseil municipal (en espagnol : Pleno del Ayuntamiento) se compose donc de 7 élus.
| Parti | Parti                                    | Voix | %       | Élus  |
| ----- | ---------------------------------------- | ---- | ------- | ----- |
|       | Parti populaire (PP)                     | 158  | 60,31 % | 4 / 7 |
|       | Parti socialiste ouvrier espagnol (PSOE) | 67   | 25,57 % | 2 / 7 |
|       | Unidas Podemos (UPOD)                    | 37   | 14,12 % | 1 / 7 |

### Liste des maires
| Mandat    | Maire | Maire                               | Parti       |
| --------- | ----- | ----------------------------------- | ----------- |
| 1979-1983 |       | Moisés Fernández Treviño            | UCD         |
| 1983-1987 |       | Santiago Fernández Treviño          | Indépendant |
| 1987-1991 |       | Óscar Fernández Martínez            | Indépendant |
| 1991-1995 |       | Francisco Fernández Fernández       | PP          |
| 1995-1999 |       | Francisco Fernández Fernández       | PP          |
| 1999-2003 |       | Francisco Fernández Fernández       | PP          |
| 2003-2007 |       | Luis Enrique Martínez Fernández     | PP          |
| 2007-2011 |       | Lauro Martínez Fernández            | PSOE        |
| 2011-2015 |       | Antonio Fernández de Bobadilla Soto | PP          |
| 2015-2019 |       | Jesús Fernández Treviño             | PP          |
| 2019-2023 |       | Jesús Fernández Treviño             | PP          |